# Oncostemum flexuosum
Oncostemum flexuosum är en viveväxtart som beskrevs av John Gilbert Baker. Oncostemum flexuosum ingår i släktet Oncostemum och familjen viveväxter. Inga underarter finns listade i Catalogue of Life.